# Norops petersii
Norops petersii är en ödleart som beskrevs av  Bocourt 1873. Norops petersii ingår i släktet Norops och familjen Polychrotidae. Inga underarter finns listade i Catalogue of Life.